# Carlow (stacja kolejowa)
Carlow (ang: Carlow railway station) – stacja kolejowa w miejscowości Roscommon, w hrabstwie Carlow, w Irlandii. Znajduje się na Dublin – Waterford. Stacja posiada dwa perony. 
Na stacja znajduje się kawiarnia. Stacja jest zarządzana i obsługiwana przez Iarnród Éireann.

## Historia
Została otwarta w 1862 roku, a 9 czerwca 1976 została zamknięta dla ruchu towarowego. 

## Linie kolejowe
- Dublin – Waterford